# Edisto Rocks
Die Edisto Rocks sind eine Gruppe niedriger Rifffelsen vor der Fallières-Küste des Grahamlands auf der Antarktischen Halbinsel. In der Marguerite Bay liegen sie 1,9 km südwestlich der westlichen Spitze der Neny-Insel.
Der Falkland Islands Dependencies Survey nahm 1947 ihre Vermessung und Benennung vor. Namensgeber ist der Eisbrecher USS Edisto, der im Rahmen der Operation Windmill (1947–1948) bei einem Besuch der Marguerite Bay auf Stonington Island stationierte Mannschaften des Survey und der Ronne Antarctic Research Expedition (1947–1948) aufnahm.